# Итальянская куропатчатая (порода кур)
Итальянская куропатчатая (также «бурый леггорн» или «коричневый леггорн») — одна из пород яичного направления. Порода выведена в Италии на базе местных кур и относится к яичному направлению.
Это древняя порода, выведенная более 2 тыс. лет назад. Предками несушек были беспородные римские куры.

## Внешний вид
По цвету пера эти куры схожи с окрасом дикой банкивской курицей. Итальянские петухи сверху красноватого цвета, и яркий хвост. Голова маленькая, а клюв желтый. Ушные мочки белого цвета, а шея средней длины. Грудь хорошо развита.
В отличие от белых леггорнов, суточным цыплятам бурых леггорнов присущ ярко выраженный половой диморфизм в окраске оперения, что позволяет провести разделение по полу с точностью до 80 %. За исключением окраски оперения, экстерьерные признаки породы в целом повторяют белых леггорнов. Бурых леггорнов имеющих белые перья в оперении взрослой птицы, а также нежелтую окраску ног и клюва выбраковывают.

## Продуктивность
Куры бурых леггорнов также начинают нестись в пятимесячном возрасте, однако производство яичной массы ниже чем у белых. Их яйценоскость за первый год продуктивности достигает в среднем только 180—190 яиц, (у карликовой формы — 140—150 яиц). Масса яйца взрослой птицы 58 г, скорлупа имеет белую окраску. Живая масса годовалых кур доходит до 1,8, петухов до 2,5 кг. Сохранность взрослой птицы сост. порядка 90 %, молодняка 93 %. В странах СНГ бурые леггорны относительно редки: чистопородных кур-несушек в 1990 году было зафиксировано в СССР 2340 голов, в том числе в России 2069, в Молдове — 271 голова.